# Hadce a bučiny u Raškova
Hadce a bučiny u Raškova este o arie protejată (arie specială de conservare — SAC, sit de importanță comunitară — SCI) din Republica Cehă întinsă pe o suprafață de 807,82 ha, integral pe uscat.

## Localizare
Centrul sitului Hadce a bučiny u Raškova este situat la coordonatele 50°03′09″N 16°54′08″E / 50.0525°N 16.902222°E.

## Înființare
Situl Hadce a bučiny u Raškova a fost declarat sit de importanță comunitară în aprilie 2005 pentru a proteja 1 specie de plante. Situl a fost protejat și ca arie specială de conservare în iulie 2012.

## Biodiversitate
Situată în ecoregiunea continentală, aria protejată conține 3 habitate naturale: Pante stâncoase silicioase cu vegetație casmofită, Păduri de fag Luzulo-Fagetum, Păduri de fag Asperulo-Fagetum.
La baza desemnării sitului se află o specie protejată de  plante: Asplenium adulterinum.